# Black and Tans
Black and Tans (oficiálně Royal Irish Constabulary Reserve Force, irsky: Dúchrónaigh) byly posílené jednotky zrekrutované za účelem asistence Irskému královskému policejnímu sboru během Irské války za nezávislost. Jejich zřízení vycházelo z návrhu britského ministra války Winstona Churchilla a proběhlo ve Velké Británii v roce 1919. Do jednotek se přihlásily tisíce rekrutů, povětšinou veteránů první světové války; celkový počet dosáhl asi 9000 členů.

## Činnost
Hlavním úkolem jednotek bylo pomoci udržet kontrolu Irskému královskému policejnímu sboru a bojovat proti Irské republikánské armádě čerstvě vyhlášené Irské republiky. Přezdívka „Black and Tans“ (černohnědí) vznikla kvůli improvizovaným uniformám, které zpočátku nosili, ty se skládaly s částí khaki uniforem Britské armády a tmavě zelených královské policie.
Jednotky jsou spojovány s četnými útoky proti irským civilistům a jejich majetku, včetně žhářství, mučení, znásilňování a vražd.